# Narrative of a Journey to the Shores of the Polar Sea

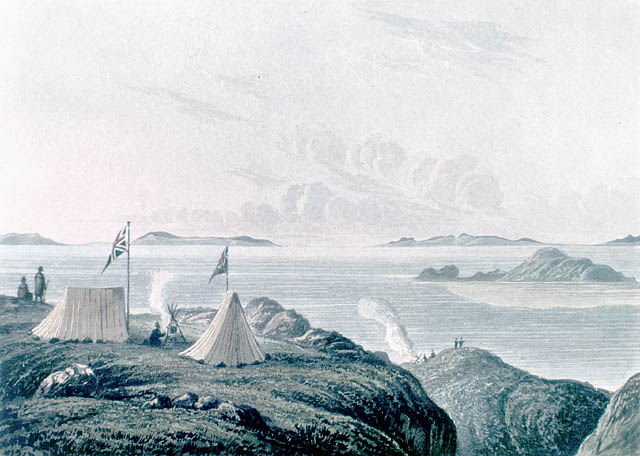
Obóz u ujścia rzeki Coppermine w 1821 roku, ilustracja z książki

Narrative of a Journey to the Shores of the Polar Sea – dziennik podróży Johna Franklina wydany w 1823, opisujący brytyjską wyprawę nad Ocean Arktyczny. Została ona zorganizowana przez Royal Navy, aby odkryć Przejście Północno-Zachodnie, północną drogę morską z Europy na Daleki Wschód. Wyprawa dotarła nad ocean, jednak wyczerpanie zapasów i początek arktycznej zimy zmusiły jej członków do szybkiego odwrotu, w trakcie którego ponad połowa ludzi zginęła. Mimo porażki Franklin został uznany za bohatera. Była to pierwsza z trzech jego wypraw w Arktykę kanadyjską.